# Dinorthis
Dinorthis é um gênero extinto de braquiópodes articulados da família Plaesiomyidae. Viveram no Ordoviciano, há cerca de 479 até 466 milhões de anos.
Como braquiópodes, eram animais filtradores. Foram descritos por James Hall e John M. Clarke em 1892.

## Paleogeografia
Foram abundantes no antigo continente de Laurentia, corresponde a América do Norte durante o período Ordoviciano. Junto com Plaesiomys, Dinorthis foi encontrado em rochas do estágio Darriwiliano do Ordoviciano Médio. Os mais antigos restos do gênero são da costa oeste do Estados Unidos e indicam que estes espalharam-se inicialmente pela América do Norte, posteriormente por outras partes do globo, com fósseis descobertos na Argentina,, Casaquistão e Escócia.

## Classificação
Originalmente, Dinorthis foi classificado como parte do gênero Orthis por Emmons em 1842, sendo reclassificados como um subgênero de Plaesiomys em 1965 por Williams e Wright em 1965. Apenas em 2000, o gênero passou a ser considerado separado. Devido a morfologia de seus fósseis, Dinorthis e Plaesiomys foram sinonimizados diversas vezes, sendo considerados principais representantes da família Plaesiomyidae com várias espécies descritas.

### Espécies
- †Dinorthis anticoensis

- †Dinorthis atavoides

- †Dinorthis beiguoshanensis

- †Dinorthis berwinensis

- †Dinorthis carletona

- †Dinorthis carleyi

- †Dinorthis carrickensis

- †Dinorthis flabellulum

- †Dinorthis hadra

- †Dinorthis holdeni

- †Dinorthis holdenoides

- †Dinorthis intestriata

- †Dinorthis meedsi

- †Dinorthis ocidentalis

- †Dinorthis pectinella

- †Dinorthis sublicatella

- †Dinorthis taukensis

- †Dinorthis tenuis

- †Dinorthis transversa

- †Dinorthis transversoides

- †Dinorthis ulrichi

- †Dinorthis venusta

- †Dinorthis virginiensis

- †Dinorthis willardi[14][15]